# Renato Gomes (músico)
Renato Gomes, (Almada, 3 de abril de 1959), é um músico português que se notabilizou como guitarrista na banda de rock UHF, na década de 1980.
Renato fundou os UHF, em 1978, juntamente com António Manuel Ribeiro, Carlos Peres e Américo Manuel, após vários encontros no Café Central de Almada. Apaixonado pelo rock que se fazia no mundo foi influenciado, no início da carreira, pelo estilo musical e performance de alguns guitarristas do rock progressivo, no entanto, seguiu a tendência musical dos seus colegas da banda que recebiam de braços abertos a chegada do punk rock a Portugal, estilo musical baseado no poder da redução do rock aos dois ou três acordes essenciais, que conquistou e revolucionou o mundo ocidental no final de década de 1970.
Deixou os UHF em 1986 por motivos pessoais e, no ano seguinte, integrou a banda SantaLuzia mas não obteve sucesso comercial. Afastou-se profissionalmente dos palcos em 1988, mas não da música, pois tem sido solicitado para participar como convidado em vários projetos e atuações ao vivo. Após abandonar a profissão de guitarrista tornou-se o representante português da marca norte americana de instrumentos musicais Fender.
Durante a carreira de guitarrista, e enquanto membro integrante dos UHF, conquistou um disco de ouro e dois de prata que passaram pelo primeiro lugar na tabela nacional de vendas. Em 2015, a revista Blitz selecionou Renato Gomes para figurar na galeria dos 30 melhores guitarristas portugueses de todos os tempos.

## Biografia e carreira

### Juventude e a paixão pela música

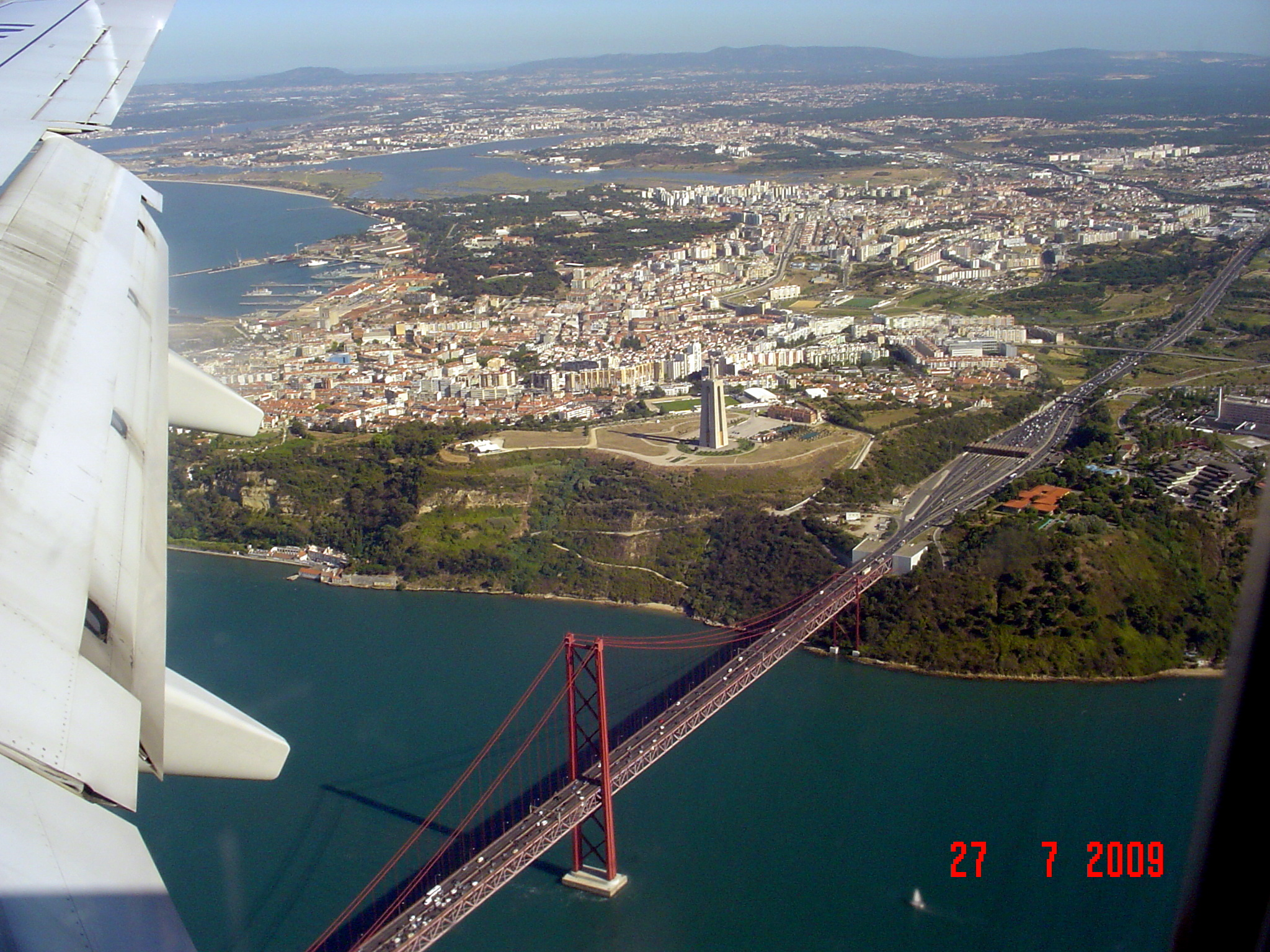
Almada, terra natal de Renato Gomes

Renato Gomes nasceu em Almada, no distrito de Setúbal, e desde cedo que se interessou por música, nomeadamente pela guitarra elétrica. Estudou no Liceu Nacional de Almada para depois ingressar no ensino superior, primeiro no ISLA, em 1977, e no ano seguinte transferiu-se para a Faculdade de Letras da Universidade de Lisboa, mantendo-se até 1981.
Carlos Peres reconhecia no amigo Renato o talento para tocar guitarra e, em 1976, apresentou-o ao grupo que partilhava as mesas no Café Central de Almada, local que funcionava como ponto de encontro e de confraternização. António Manuel Ribeiro e Carlos vinham dos Purple Legion, uma banda de covers ligada ao circuito de bailes que pouco tempo esteve no ativo. Com a chegada de Renato e depois de Américo Manuel, os quatro elementos iniciaram as ambicionadas composições de autor escrevendo temas relacionados com a sua geração. Após vários debates criaram o nome À Flor da Pele para a banda mas depois alteraram para UHF. A banda foi constituída por um processo natural de convívio entre amigos, sem anúncios nos jornais nem placards na escola. Renato lembra a época do circuito de bailes numa sociedade de mentalidade fechada ao rock: 
Era uma época muito agitada, de grandes incertezas, muito cinzenta. Mesmo assim, em Almada, respirava-se música apesar de, nessa altura, não haver condições: não havia salas de ensaios apoiadas pela câmara e mesmo a Incrível Almadense nesse tempo estava muito fechada ao rock. Era uma sala de baile. Acho até que fomos um pouco pioneiros em levar para lá o rock.
 Em 1977, tudo era difícil pois não havia dinheiro para comprar instrumentos musicais, todavia "tínhamos um espírito de grupo muito forte", recorda Renato, e sublinha: "construímos muitas das nossas coisas não só as colunas do equipamento de som (PA) mas também as caixas para as guitarras. Isso exigia muito de nós e a nossa entrega era total", concluiu.

### Dopunkao sucesso norockportuguês
Apesar do guitarrista ter sido influenciado pelo rock progressivo dos Genesis e Yes, foi notório que os UHF aproveitaram o entusiasmo do punk para seguir a música de uma forma mais séria. O movimento punk começou com os estudantes de artes, músicos tanto da classe operária como da classe média e com os jornalistas que estavam aborrecidos com o que o rock se tinha tornado – sinfónico ou progressivo – eram montanhas de equipamento musical acessível a poucos músicos. À semelhança do que acontecera em Inglaterra e nos Estados Unidos com os Sex Pistols, Clash ou Ramones, a revolução musical em Portugal iniciou-se nos finais dos anos setenta com os Faíscas que competiam diretamente com os Aqui d'el-Rock. Depois os Minas & Armadilhas, Xutos & Pontapés e os UHF procuraram seguir os valores da cultura punk. Renato e os jovens músicos da sua geração viveram na primeira pessoa as mudanças na sociedade portuguesa do pós-25 de Abril. De facto, a Revolução de Abril funcionou como um catalisador de vontades, de reivindicações e de manifestações, e nesse âmbito foi favorável ao eclodir das primeiras manifestações punks em Portugal. Mostraram que era possível, também no seu país, fazer música de rua utilizando apenas duas guitarras, uma bateria e um microfone. O movimento punk era caracterizado pelo princípio de autonomia do 'faça-você-mesmo', com um estilo baseado na música, roupa e comportamento, sobretudo de rebeldia contra o sistema.

"Faz parte da família (...) Com o Renato não há uma simpatia, há uma empatia total. Crescemos juntos, os Cavalos de Corrida são um filho nosso. Estamos sempre de braços abertos para o receber."

– Renato Gomes elogiado por António M. Ribeiro.
 Foram esses valores que uniram Renato Gomes (guitarra), António Manuel Ribeiro (vocal e guitarra), Carlos Peres (baixo) e Américo Manuel (bateria) em torno do projeto UHF, fundado oficialmente em 1978. Era notório o espírito empreendedor dos quatro rapazes que perante a dificuldade em encontrarem salas de ensaio em Almada organizaram, entre 1978 e 79, uma série de eventos com bandas convidadas num local isolado perto do rio Tejo, chamado Canecão, no sentido de dinamizar a zona. Os concertos foram cada vez mais e por todo o país. O público sentiu-se atraído pelos temas abordados, crus e duros, como o são a toxicodependência, a prostituição, a violência policial e a forma visceral como os cantavam e tocavam, como recordou o vocalista: "Era punk, sim senhor, mas feito com botas alentejanas e sem dinheiro para ir comprar roupas a Londres". Banda de palco, os UHF haveriam inevitavelmente de chegar ao estúdio. A primeira vez aconteceu na primavera de 1979 nos estúdios da Metro-Som, de que resultou na gravação do EP Jorge Morreu, composto por três canções: o tema homónimo, “Caçada” e “Aquela Maria”.
Os UHF são uma das bandas nacionais mais prestigiadas e a mais antiga em atividade. Em digressão desde 1978, impulsionaram o surgimento do boom do rock ao mesmo tempo que fundavam o movimento de renovação musical denominado 'rock português' com a canção "Cavalos de Corrida", juntamente com "Chico Fininho" de Rui Veloso. Em 1981, o álbum À Flor da Pele ditou o início da idade dourada desse movimento e a confirmação que os UHF não foram um acaso. Nunca a indústria discográfica nacional concedeu tantos discos de prata e de ouro a bandas portuguesas. Renato Gomes lembra que os UHF anteciparam em largos meses o estoiro de "Chico Fininho", mas apesar da vida intensa na estrada, da vasta discografia e da ímpar devoção de que são alvo, a banda nunca foi reconhecida oficialmente como foram os seus contemporâneos Xutos & Pontapés e Rui Veloso. Renato não hesita em usar a palavra "injustiça" e fala de um aplauso sentido que tarda em chegar, e reconhece: 
Talvez isso se deva também ao facto de sempre termos sido independentes sempre procurámos fazer tudo sozinhos, nunca ficámos presos nem a editoras nem a empresas ou partidos e nunca frequentámos os cafés da moda ou aquela noite onde certas coisas se decidiam. Talvez por isso, as pessoas foram-se esquecendo dos UHF.

### Saída dos UHF e abandono da carreira
Renato Gomes saiu dos UHF em 1986 por estar saturado de tanta estrada num país tão pequeno. Em 1985, surgiram os Barbarela, banda de pop rock constituída por Carlos Gonçalves (vocal), Mário Ayres (guitarra), Manuel Frederico (baixo), Renato Júnior (teclas) e por Manuel Hippo (bateria). Em 1987, a banda mudou o nome para Santaluzia e foi remodelada quase na totalidade com as entradas de Renato Gomes (guitarra) – que tentava novo fôlego na carreira – Fernando Delaere (baixo), Fernando Soares (saxofone), Simon Wadsworth (sopros) e Maria Léon (vocal), mantendo-se o baterista da formação inicial. Gravaram somente o single "Lôca Lôca" (1988), sem sucesso comercial.[carece de fontes?] Posteriormente abandonaria a profissão de guitarrista.
Sem afastar-se do meio musical, Renato abraçou o desafio profissional de representante português da marca de instrumentos musicais Fender. Participa periodicamente como convidado em gravações de estúdio e atuações ao vivo tanto dos UHF como de António Manuel Ribeiro a solo, bem como de outros projetos. Em 1998, foi convidado para participar com solos de guitarra na coletânea intitulada Guitarristas, que reúne alguns artistas nacionais que se notabilizaram na arte da guitarra, onde se destacam Rui Veloso e Paulo Barros.[carece de fontes?]

## Discografia
Com os UHF
| - Jorge Morreu (EP, 1979) - "Cavalos de Corrida" (Single, 1980) - À Flor da Pele (LP, 1981) - Estou de Passagem (Mini LP, 1982) - Persona Non Grata (LP, 1982) - Ares e Bares de Fronteira (Mini LP, 1983) - "Puseste o Diabo em Mim" (Single, 1984) - Ao Vivo em Almada - No Jogo da Noite (LP, 1985) Com os SantaLuzia - "Lôca Lôca" (Single, 1988)[carece de fontes?] Com vários artistas - Guitarristas (CD, 1998)[carece de fontes?] | Como convidado - Noites Negras de Azul (LP, 1988, UHF) - Julho, 13 (2LP, 1990, UHF) - Pálidos Olhos Azuis (LP, 1992, António Manuel Ribeiro)[carece de fontes?] - Cheio (O melhor de) (CD, 1995, UHF) - Sierra Maestra (CD, 2000, António Manuel Ribeiro)[carece de fontes?] - Aula Magna - 40 Anos Numa Noite (CD, 2020) |

## Reconhecimento
Renato Gomes enquanto membro integrante dos UHF conseguiu algumas marcas consideráveis. Em outubro de 1980 o tema "Cavalos de Corrida", composto em parceria com António Manuel Ribeiro, foi o primeiro single de rock cantado em português a conquistar um galardão – disco de prata – pela venda de mais de 30 mil exemplares com passagem pelo primeiro lugar na tabela de vendas. O álbum À Flor da Pele (1981), com alguns temas compostos por Renato, vendeu mais de 30 mil unidades e conquistou o disco de ouro, mantendo-se por várias semanas como líder no top de vendas. O álbum é considerado a 'Bíblia do rock português' e é uma referência para novas bandas. No álbum Estou de Passagem (1982) o guitarrista não contribuiu com temas da sua autoria por se encontrar parcialmente ausente por imposição do serviço militar, o que não impediu que o disco ultrapassasse as 30 mil cópias e conquistasse a prata. Em Persona Non Grata (1982) Renato volta a participar na composição dos temas, tendo o disco passado brevemente pelo primeiro lugar na tabela, num ano em que somaram 86 concertos.
Renato e os seus colegas dos UHF receberam o prestigiado "Prémio da Imprensa", na categoria "Melhor agrupamento rock", pela proeza alcançada com a venda de mais de 100 mil discos e a realização de 134 concertos num só ano, registo que foi imbatível em Portugal, em 1981. Em 2015, foi eleito pela revista Blitz um dos 30 melhores guitarristas portugueses de todos os tempos.